# Csaba Gal
Csaba Minya Gal (n. 7 martie 1985 în Huedin, județul Cluj) este un jucător român de rugby în XV. Evoluează pe postul de centru.

## Carieră
S-a apucat de rugby la vârsta de 12 ani. A evoluat la CS Universitatea Cluj, apoi la CS Dinamo București și în 2009 CSM Știința Baia Mare, formație la care a câștigat Cupa României în 2010 și 2012 și titlul național în 2010, 2011 și 2014. A devenit și căpitanul echipei în 2014. În 2015 s-a întors la clubul său de formare, „U” Cluj, și i-a devenit căpitanul.
Și-a făcut debutul la echipa națională a României într-un meci amical cu Irlandei în noiembrie 2005. A participat la Cupa Mondială de Rugby din 2007, cea din 2011 și cea din 2015. Până în octombrie 2015, a strâns 87 de selecții în națională și a marcat 22 de puncte, înscriind patru eseuri.